# Jules Leurent
Pour les articles homonymes, voir Leurent.
Jules Leurent né le 17 octobre 1813 à Roncq (Nord) et mort le 30 juin 1883 à Halluin (Nord), est un industriel et homme politique français.

## Biographie
Né dans une famille de l'ancienne bourgeoisie des Flandres, fils de médecin, Jules Leurent étudie lui aussi la médecine, se faisant recevoir docteur et exerçant cette profession, avant de rentrer dans l'industrie. Devenu filateur de lin et de coton à Tourcoing, il est membre du conseil municipal de cette ville en 1848, vice-président de la chambre consultative des Arts et Manufactures, plusieurs fois conseiller général du Nord pour le canton de Tourcoing-Sud, et affiche des opinions nettement protectionnistes. Pendant cinq ans, il appartient au comité central de la sucrerie indigène et il joue un rôle important dans toutes les enquêtes qui ont lieu durant cette période devant le Conseil d'État, le conseil supérieur du commerce, et devant les commissions des douanes au Corps législatif.
Il est porté, le 8 février 1871, sur la liste conservatrice du Nord, et élu représentant à l'Assemblée nationale. Leurent siège à droite et vote : pour la paix, pour les prières publiques, pour l'abrogation des lois d'exil, pour le pouvoir constituant de l'Assemblée, pour la chute de Thiers au 24 mai, pour le septennat, pour la loi des maires, pour l'état de siège, pour le ministère de Broglie, contre les amendements Wallon et Pascal Duprat, contre des lois constitutionnelles. 
Candidat « conservateur constitutionnel » aux élections du 20 février 1876, Leurent est élu député de la 6e circonscription de Lille. Il reprend sa place à droite et se prononce, avec la minorité monarchiste, pour le gouvernement du 16 mai, contre les 363.
Il quitte la vie politique aux élections du 14 octobre 1877.

## Distinctions
- Chevalier de la Légion d'honneur par décret du 1er septembre 1867[4].

## Hommage
- Une rue de Tourcoing porte son nom depuis le 1er mars 1962[5],[6].

## Sources
- Frédéric Barbier, Le Patronat du Nord sous le Second Empire: Une approche prosopographique, 1989
- « Jules Leurent », dans Adolphe Robert et Gaston Cougny, Dictionnaire des parlementaires français, Edgar Bourloton, 1889-1891 [détail de l’édition]